# KK Vršac
O Košarkaški klub Vršac Meridianbet (sérvio: Кошаркашки клуб Вршац), chamado também de KK Vršac, é um clube profissional de basquetebol sediado na cidade de Vršac, Sérvia que atualmente disputa a Liga Sérvia. Foi fundado em 1946 e manda seus jogos na Millenium Center com capacidade de 5.000 espectadores.

## Honras

### Nacionais
Liga da FR Iugoslávia
- Finalista (2) – 2004, 2005

Liga Sérvia de Basquetebol
- Finalistas (3) – 2008, 2010, 2011

Copa Radivoj Korać
- Finalistas (3) – 2003, 2006, 2008

### Regionais
Liga Adriática
- Campeão (1) – 2005
- Finalista (1) – 2008

### Continentais
Korać
- Finalista (1) – 2001

## Jogadores Notáveis
| - Milutin Aleksić - Vukašin Aleksić - Danilo Anđušić - Darko Balaban - Stefan Balmazović - Zlatko Bolić - Petar Božić - Milivoje Božović - Marko Brkić - Andrija Ćirić - Đorđe Gagić - Nemanja Dangubić - Miloš Dimić - Vladimir Dragutinović - Đorđe Đogo - Branko Jereminov - Raško Katić - Dušan Kerkez - Nemanja Krstić - Bojan Krstović - Milan Mačvan - Boban Marjanović | - Stefan Marković - Darko Miličić - Nikola Milutinov - Nenad Mišanović - Luka Mitrović - Jovan Novak - Nikola Otašević - Miljan Pavković - Stevan Peković - Vanja Plisnić - Petar Popović - Marko Simonović - Slavko Stefanović - Dragiša Šarić - Predrag Šuput - Vladimir Tica - Milenko Topić - Dragoljub Vidačić - Vladan Vukosavljević | - Jasmin Hukić - Aleksej Nešović - Marko Šutalo - Saša Vasiljević - Rawle Marshall - Márton Báder - Jerome Jordan - Bojan Bakić - Nebojša Bogavac - Miloš Borisov - Savo Đikanović - Ivan Maraš - Nemanja Radović - Boris Savović | - Goran Jagodnik - Nebojša Joksimović - Moon Tae-Jong - Mustafa Abdul-Hamid - Robert Conley - Vonteego Cummings - Gerrod Henderson - Kyle Hill - Trey Johnson - Rashad Wright |

### Jogadores do KK Vršac noNBA Draft
| Posição | Jogador       | Ano  | Round     | Pick | Escolhido por   |
| ------- | ------------- | ---- | --------- | ---- | --------------- |
| C       | Darko Miličić | 2003 | 1st round | 2nd  | Detroit Pistons |